# Subsecretari de stat în Guvernul Ion I.C. Brătianu (6)
În Guvernul Ion I.C. Brătianu (6) au fost incluși și subsecretari de stat, provenind de la diverse partide.

## Subsecretari de stat
- Subsecretar de stat la Ministerul de Interne

Nicolae Zigre (27 ianuarie - 1 iunie 1922)
Gheorghe Tătărăscu (30 octombrie 1923 - 29 martie 1926)
- Subsecretar de stat la Ministerul de Interne (al doilea post de subsecretar de stat, înființat prin legea nr. 5305 din 3 noiembrie 1923)

Richard Franasovici (3 noiembrie 1923 - 29 martie 1926)
- Subsecretar de stat la Ministerul Agriculturii și Domeniilor (post înființat prin legea nr. 5941 din 12 decembrie 1923)

Gheorghe Cipăianu (13 decembrie 1923 - 29 martie 1926)

## Sursa
- Stelian Neagoe - "Istoria guvernelor României de la începuturi - 1859 până în zilele noastre - 1995" (Ed. Machiavelli, București, 1995)